# Молика
Молика (лат. Pinus peuce) је зимзелено четинарско дрво, терцијерни реликт и ендемит Балканског полуострва.

## Распрострањеност
Ареал молике прилично је разбијен и обухвата планинска подручја Балканског полуострва: на Косову, око изворишта Ибра, планине Пелистер и Ниџе у Северној Македонији, у Црној Гори расте на Зелентину, а забележена је и на неким планинама у Албанији и северној Грчкој. Источну границу ареала чине бугарски Родопи и огранци Балкана.

## Изглед
Молика је дрво високо 35-40 м, са пречником дебла око 1,5 м. Кора дебла је сивомеђе боје. Дуго остаје глатка и тек у старости пуца и љуспа се у доњем делу стабла. Младе гранчице су дебеле, зеленкасте, касније посиве. Крошња је уско јајаста или купаста.
Пупољци су уско јајасти, смоласти, дуги до 9 цм. Четине су сивозелене, прилично круте, праве, груписане по пет у једном рукавцу. Дуге су 6-11 цм.
Шишарке су праве, цилиндричне, са кратком дршком, светлосмеђе боје, дуге 8-15 цм а понекад могу достићи и 20 цм. Расту појединачно или 3-4 у скупини. Семе је дуго 6-7 мм, а криоце око 2 цм. Може се расејавати ветром, али га најчешће разносе птице лешинари.
- Четине
- Мушке стробиле
- Младе шишарице
- Отворене шишарице
- Кора

## Станиште
Молика расте на надморским висинама од 600 до 2000 м. Мезофилна је врста која добро подноси засену. На природним стаништима углавном расте на северним падинама, на силикатним масивима са смеђе подзоластим земљиштима. Терене на кречњачкој подлози углавном препушта муники (Pinus heldreichii). Међутим, ван природног ареала добро успева на најразличитијим теренима. Често изграђују, са шумама молике, горњу висинску границу шумског појаса. Изузетно је отпорна на мраз, подноси и до -45 °C, као и на ветар.
Расте брзо и може да доживи старост 200-300 година. Прилично је отпорна на болести, посебно на инфекције гљивицом Cronartium ribicola (упала коре боровца) која напада петоигличасте борове, а највише штете наноси вајмутовом бору. То је, уз брз пораст, чини веома цењеном врстом у шумарству, погодна за пошумљавање голети.

## Употреба
Дрво молике је лако, меко, трајно и доброг квалитета. Има веома разноврсну примену.

## Значај у озелењавању
Осим за пошумљавање молика је цењена и као декоративна врста, посебно за велике парковске површине. У средњој Европи често је коришћена на зеленим површинама. Код нас је доста ретка. Молика је симбол Националног парка Пелистер у Северној Македонији, где достиже свој еколошки оптимум. Најпознатији црногорски ботаничари, молику називају краљицом флоре Црне Горе.